# Dutch Open 1997
Il Dutch Open 1997 è stato un torneo di tennis giocato sulla terra rossa. È stata la 40ª edizione del Dutch Open, che fa parte della categoria ATP World Series nell'ambito dell'ATP Tour 1997. Si è giocato allo Sportlokaal de Bokkeduinen di Amersfoort nei Paesi Bassi, dal 28 luglio al 3 agosto 1997.

## Campioni

### Singolare
Sláva Doseděl ha battuto in finale  Carlos Moyá con il punteggio di 7–6(4), 7–6(5), 6(4)–7, 6–2

### Doppio
Paul Kilderry /  Nicolás Lapentti hanno battuto in finale  Andrew Kratzmann /  Libor Pimek con il punteggio di 3–6, 7–5, 7–6